# استلا پاپسکو
استلا پاپسکو (رومانیایی: Stela Popescu؛ ‏ ۲۱ دسامبر ۱۹۳۵ – ۲۳ نوامبر ۲۰۱۷) بازیگر، بشردوست، سلبریتی و خواننده اهل رومانی بود. از فیلم‌هایی که وی در آن نقش داشته‌است، می‌توان به عمو مارین میلیاردر و امشب در خانه خواهیم رقصید اشاره کرد.